# ジル・シモン
ジル・シモン（Gilles Simon, 1984年12月27日 - ）は、フランス・ニース出身の元男子プロテニス選手。ATPランキング自己最高位はシングルス6位、ダブルス117位。これまでにATPツアーでシングルス14勝を挙げている。身長182cm、体重70kg。右利き、バックハンド・ストロークは両手打ち。

## 選手経歴

### ジュニア時代
保険会社で働く父と、医者の母の間に2人兄弟の長男として生まれた。

### 2002年 プロ転向
6歳からテニスを始め、2002年にプロ入り。下部大会での暫くの下積みの後、2005年頃から本格的にツアーレベルの大会に出場するようになる。年間最終ランキングは1345位。

### 2006年 トップ50入り
シモンの飛躍の年となったのが2006年であった。年初にチャレンジャーのニューカレドニア国際で優勝し、トップ100入りを果たすと全豪オープンでは予選を勝ち上がり本戦出場。ヨアキム・ヨハンソンとの3回戦まで進出した。この年は他にもバルセロナ・オープンで準優勝、ハサン2世グランプリでベスト4に入るなど好成績を残し、年初の124位からシーズン終了時には45位にまでランクを急上昇させた。

### 2007年 ツアー初優勝
2007年2月にオープン13決勝でマルコス・バグダティスを6–4, 7–6のストレートで下しツアー初優勝。9月のBCRルーマニア・オープンでも決勝でビクトル・ハネスクを4-6, 6-3, 6-2のフルセットで下し、2勝目を挙げた。年間最終ランキングは29位。

### 2008年 マスターズ準優勝 マスターズカップベスト4 トップ10入り
2008年はシモンにとって更なる飛躍の年となり、5月のハサン2世グランプリ、7月のインディアナポリス・テニス選手権で優勝。7月のロジャーズ・カップ2回戦では世界ランク1位のロジャー・フェデラーを2-6, 7-5, 6-4のフルセットで下す番狂わせを演じ、ニコラス・キーファーとの準決勝まで進出する。さらに10月のマドリード・マスターズでは準決勝に進出すると、世界ランク1位のラファエル・ナダルを3-6, 7-5, 7-6(6)で破り、マスターズ初の決勝進出。決勝でアンディ・マリーに4-6, 6-7(6)で敗れた。10月20日付の世界ランキングで10位に入り、初の世界トップ10入りを果たす。年末の男子ツアー最終戦テニス・マスターズ・カップにも初出場を果たすと、予選ラウンドの「レッド・グループ」で再びフェデラーを破り、前世界王者の決勝ラウンド進出を阻止する勝利を挙げて、決勝ラウンドに勝ち進む。準決勝ではノバク・ジョコビッチに6-4, 3-6, 5-7で敗れ、決勝進出はならなかった。年間最終ランキングは7位だった。

### 2009年 全豪ベスト8 世界6位

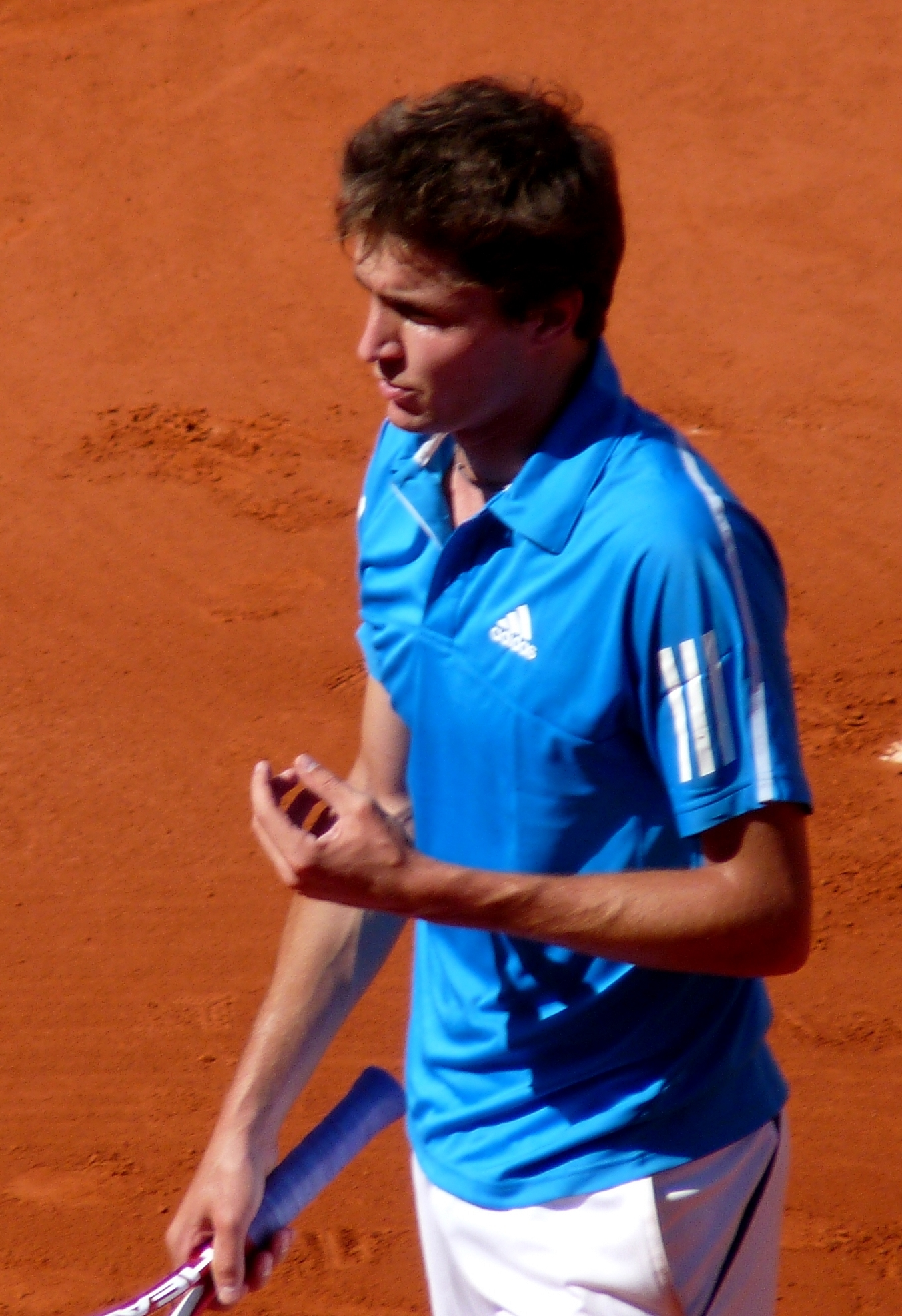
2009年全仏オープンでのジル・シモン

2009年1月5日付の世界ランキングで自己最高の6位となる。直後の全豪オープンで、シモンは初めて第6シードに選ばれた。ベスト8まで順当に勝ち進み、第1シードのラファエル・ナダルに2-6, 5-7, 5-7のストレートで敗れた。ウィンブルドン選手権では4回戦に進出した。タイ・オープンで優勝した。年間最終ランキングを15位で終えた。

### 2010年 ツアー7勝目
2010年の前半戦は怪我に苦しみ、全豪オープンと全仏オープンを欠場した。9月、地元のモゼール・オープンでミーシャ・ズベレフを6–3, 6–2で破りシングルス7勝目を挙げた。全体的に良い成績を残せず、年間最終ランキングでは41位まで下がった。12月のセルビアとのデビスカップ決勝では、シングルスでセルビアのエースノバク・ジョコビッチと対戦したが3-6, 1-6, 5-7で敗れた。フランスも2勝3敗で優勝を逃した。年間最終ランキングは41位。

### 2011年 ツアー9勝目
2011年は1月のシドニー国際とドイツ国際オープンで優勝した。全豪オープンでは2回戦で第2シードロジャー・フェデラーと対戦。2-6, 3-6, 6-4, 6-4, 3-6のフルセットで敗れた。全仏オープンと全米オープンでは4回戦に進出している。年間最終ランキングは12位。

### 2012年 ツアー10勝目
2012年3月のBRDナスターゼ・ティリアク・トロフィーでファビオ・フォニーニを6–4, 6–3で破りツアー10勝目を挙げた。モンテカルロ・マスターズで4強入りした。年間最終ランキングは16位。

### 2014年 マスターズ準優勝
2014年の上海マスターズでは2回戦で第4シードのスタン・ワウリンカを、準々決勝で第6シードのトマーシュ・ベルディハを、準決勝でフェリシアーノ・ロペスを破りマスターズで2度目の決勝進出。決勝では第3シードのロジャー・フェデラーに敗れた。年間最終ランキングは21位。

### 2015年 ウィンブルドンベスト8
2015年ウィンブルドンでグランドスラム6年ぶりとなるベスト8進出を果たした。9月14日には世界ランキング10位となり、2009年10月12日以来約5年11ヶ月ぶりにトップ10に復帰した。年間最終ランキングは15位。

### 2016年 ツアー通算400勝目
2016年の全豪オープンでは4回戦で世界ランク1位のノバク・ジョコビッチと3-6, 7-6(5), 4-6, 6-4, 3-6の4時間32分の激闘を繰り広げた。上海マスターズでは3回戦で2016年全米オープン覇者で第3シードのスタン・ワウリンカ、準々決勝でジャック・ソックに勝利しベスト4進出。準決勝で第2シードのアンディ・マリーに敗れた。
オリンピックフランス代表として、2008年北京五輪と2012年ロンドン五輪、2016年リオデジャネイロ五輪の3大会に出場している。結果は全て3回戦進出。年間最終ランキングは25位。

### 2017年 デビス杯初優勝

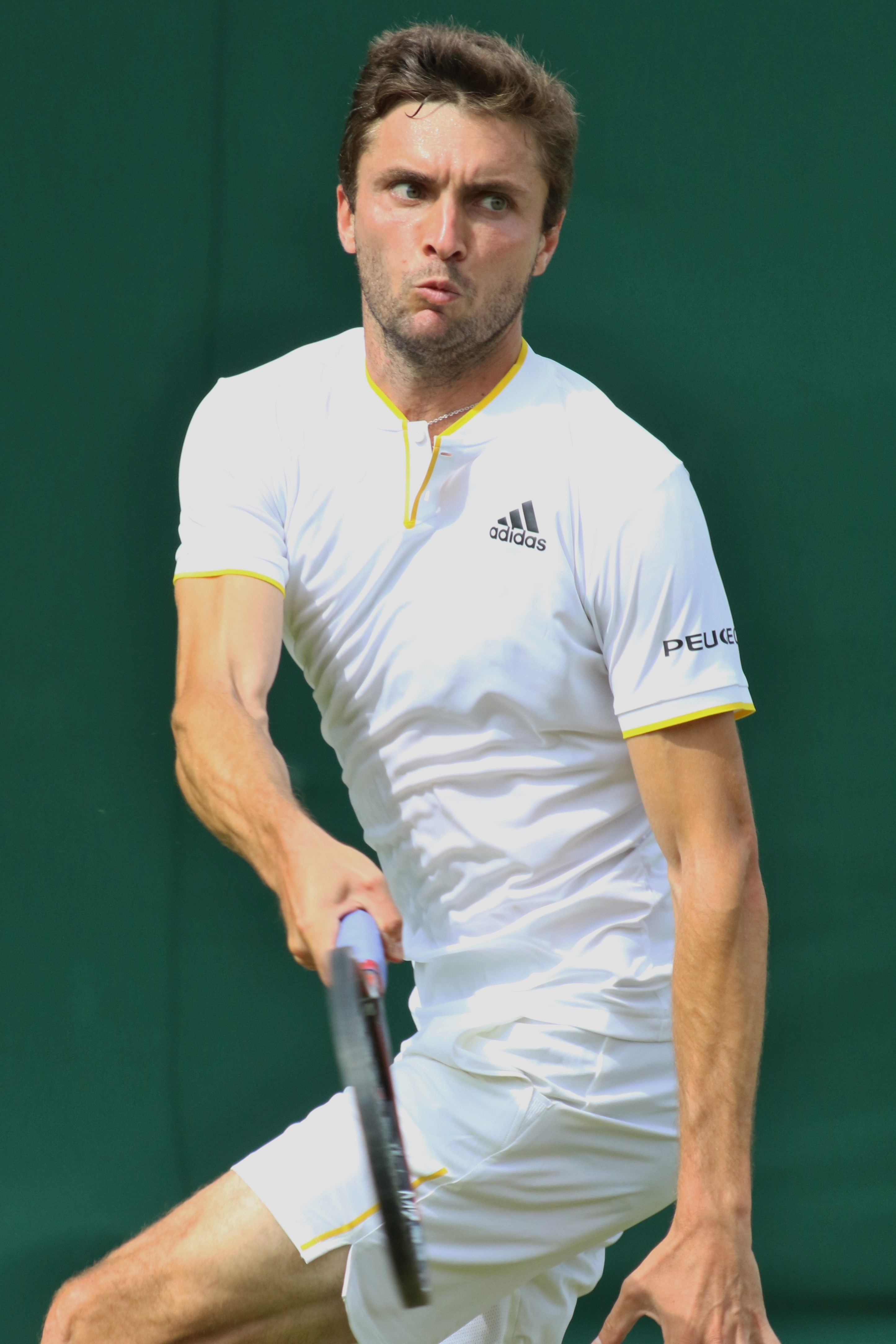
2017年ウィンブルドン選手権でのジル・シモン

2017年はベスト16より先に進んだ大会が1つもないように不振にあえぎ、年間最終ランキングは89位まで落ちたが、11月のデビスカップにフランス代表として出場し、フランスの16年ぶりの優勝に貢献した。年間最終ランキングは89位。

### 2018年 ツアー14勝目

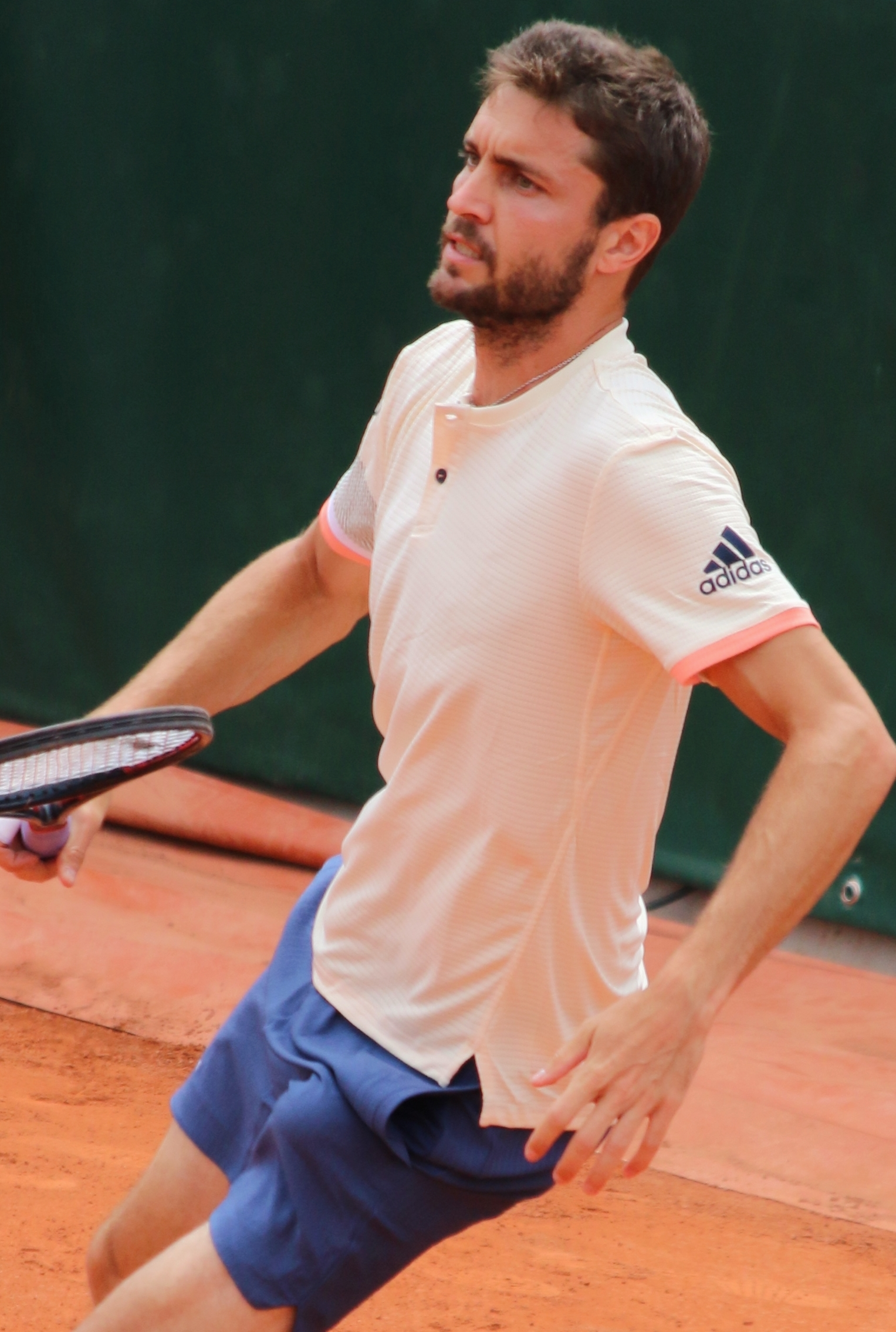
2018年全仏オープンでのジル・シモン

2018年はマハラシュトラ・オープンとモゼール・オープンで優勝した。シドニー国際ではダブルスで決勝に進出した。年間最終ランキングは30位。

### 2019年 ツアー22度目の決勝進出

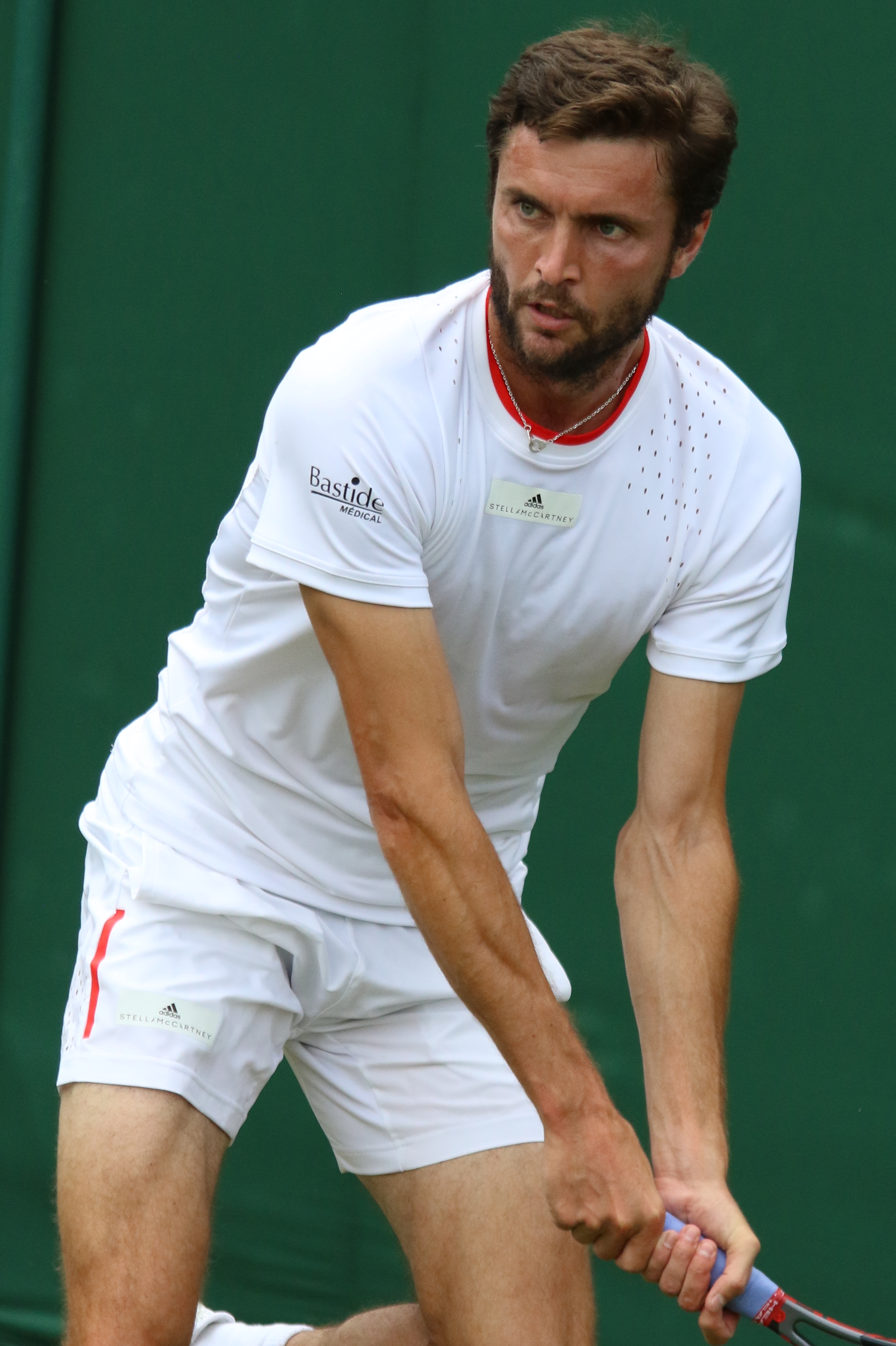
2019年ウィンブルドン選手権でのジル・シモン

2019年、年始のマハラシュトラ・オープンとシドニー国際ではベスト4に入った。年間最終ランキングは55位。

### 2020年 ATP杯初出場
ATPカップにフランス代表として出場し、ラウンドロビン敗退。全豪オープンでは1回戦でパブロ・クエバスに6-1, 6-3, 6-3のストレートで勝利するも、2回戦では第23シードのニック・キリオスに2-6, 4-6, 6-4, 5-7で敗れた。オープン13では準々決勝でダニール・メドベージェフを4-6, 0-6のストレートで下して、ベスト4入り。準決勝ではフェリックス・オジェ＝アリアシムに敗れた。全米オープンでは2回戦で第19シードのテイラー・フリッツに5-7, 3-6, 2-6のストレートで敗れた。全仏オープンでは1回戦で第9シードのデニス・シャポバロフに2-6, 5-7, 7-5, 3-6で敗れ、初戦敗退となった。年間最終ランキングは63位。

### 2021年 東京オリンピック出場
全豪オープンでは第5シードのステファノス・チチパスにストレートで初戦敗退。全仏オープンではマートン・フチョビッチにストレートで初戦敗退。ウィンブルドン選手権では1回戦でドゥシャン・ラヨビッチに4-6, 5-7, 6-3, 6-4, 3-6のフルセットで敗れた。2020年東京オリンピックに出場したことでオリンピック4度目の出場となったが、1回戦でイゴール・ゲラシモフに6-4, 3-6, 4-6で敗れた。クレムリン・カップではベスト8入りをするも、準々決勝でアスラン・カラツェフに4-6, 3-6で敗れた。年間最終ランキングは124位。

### 2022年 ツアー通算500勝目 引退

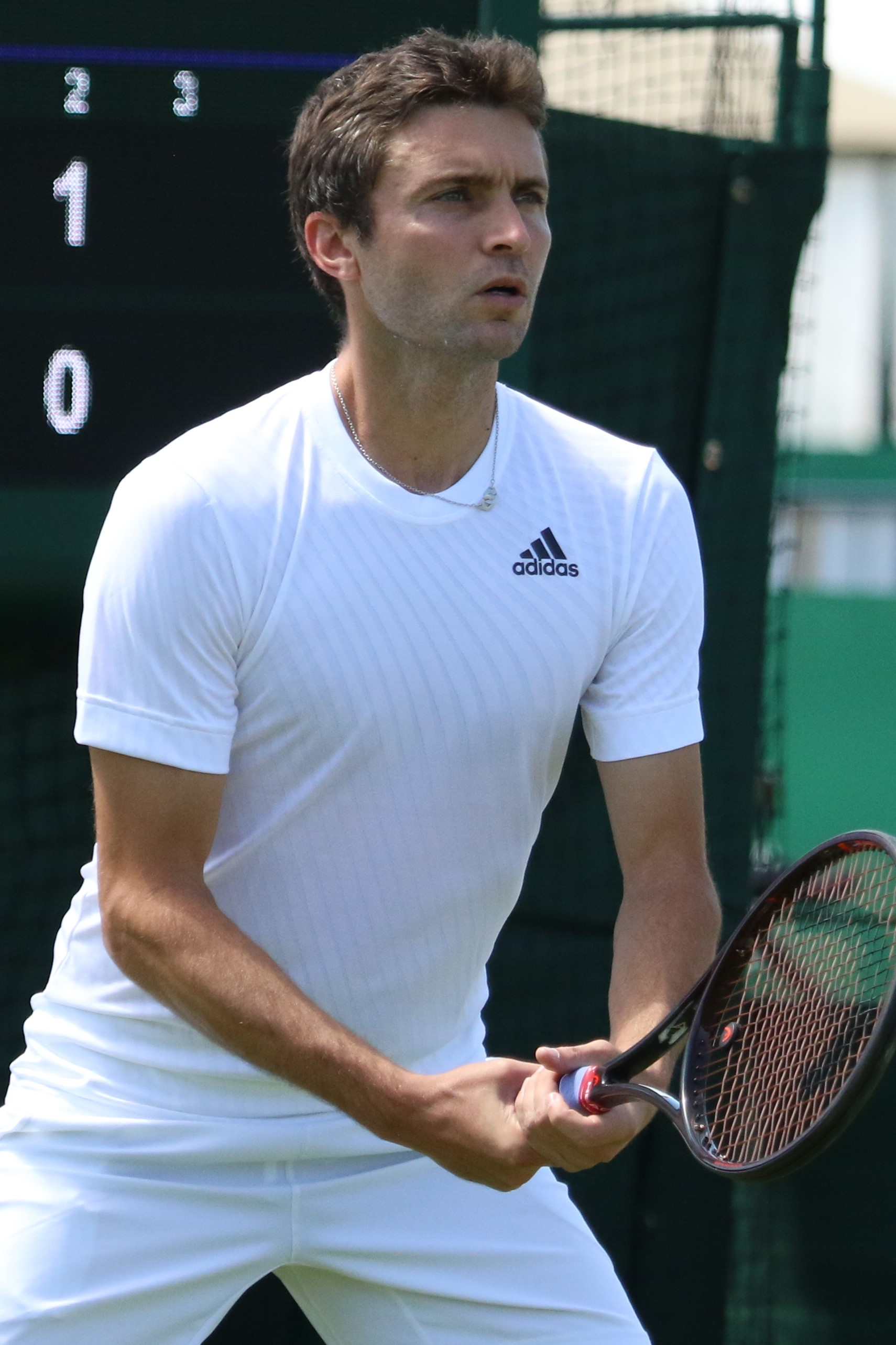
2022年ウィンブルドン選手権予選でのジル・シモン

全豪オープンでは予選1回戦で敗れた。南フランス・オープンでは本戦1回戦で同胞のリュカ・プイユをフルセットで破るも、2回戦のロベルト・バウティスタ・アグート戦で4-6, 2-6の時点で途中棄権した。5月7日に自身の引退を発表し、2022年がツアーの最後の年になることを示唆した。
この時点で世界ランキングを158位まで下降し、全仏オープンを迎えた。1回戦では第16シードのパブロ・カレーニョ・ブスタに6-4, 6-4, 4-6, 1-6, 6-4のフルセットの熱戦を制し、2回戦のスティーブ・ジョンソンをストレートで破ったことでツアー通算500勝を挙げた。3回戦でマリン・チリッチに0-6, 3-6, 2-6のストレートで敗退した。年末のパリ・マスターズには主催者側推薦で出場し、1回戦で元世界1位のアンディ・マリーを4-6, 7-5, 6-3のフルセットで破ったことによりハードコートで300勝を挙げた。2回戦では世界11位かつ第9シードのテイラー・フリッツを7-5, 5-7, 6-4で勝利し、20年のキャリアで503勝を収めた。3回戦ではフェリックス・オジェ＝アリアシムに1-6, 3-6のストレートで敗れたが、試合後には地元フランスの選手や観客たちによってシモンの引退セレモニーが開かれ、キャリアの幕を閉じた。

## ATPツアー決勝進出結果

### シングルス: 22回 (14勝8敗)
| 大会グレード                    |
| グランドスラム (0–0)            |
| ATPファイナルズ (0–0)           |
| ATPツアー・マスターズ1000 (0–2) |
| ATPツアー500 (1–1)              |
| ATPツアー250 (13–5)             |

| サーフェス別タイトル |
| ハード (9–4)         |
| クレー (5–2)         |
| 芝 (0–2)             |
| カーペット (0–0)     |

| サーフェス別タイトル |
| 屋外 (8–5)           |
| 室内 (6–3)           |

| 結果   | No. | 決勝日         | 大会               | サーフェス    | 対戦相手                         | スコア                  |
| ------ | --- | -------------- | ------------------ | ------------- | -------------------------------- | ----------------------- |
| 準優勝 | 1.  | 2006年4月16日  | バレンシア         | クレー        | ニコラス・アルマグロ             | 2-6, 3-6                |
| 優勝   | 1.  | 2007年2月18日  | マルセイユ         | ハード (室内) | マルコス・バグダティス           | 6-4, 7-6(7-3)           |
| 優勝   | 2.  | 2007年9月16日  | ブカレスト         | クレー        | ビクトル・ハネスク               | 4-6, 6-3, 6-2           |
| 優勝   | 3.  | 2008年5月24日  | カサブランカ       | クレー        | ジュリアン・ベネトー             | 7-5, 6-2                |
| 優勝   | 4.  | 2008年7月20日  | インディアナポリス | ハード        | ドミトリー・トゥルスノフ         | 6-4, 6-4                |
| 優勝   | 5.  | 2008年9月14日  | ブカレスト         | クレー        | カルロス・モヤ                   | 6-3, 6-4                |
| 準優勝 | 2.  | 2008年10月19日 | マドリード         | ハード (室内) | アンディ・マリー                 | 4-6, 6-7(6-8)           |
| 優勝   | 6.  | 2009年9月28日  | バンコク           | ハード (室内) | ビクトル・トロイツキ             | 7-5, 6-3                |
| 優勝   | 7.  | 2010年9月26日  | メス               | ハード (室内) | ミーシャ・ズベレフ               | 6-3, 6-2                |
| 優勝   | 8.  | 2011年1月15日  | シドニー           | ハード        | ビクトル・トロイツキ             | 7-5, 7-6(7-4)           |
| 優勝   | 9.  | 2011年7月25日  | ハンブルク         | クレー        | ニコラス・アルマグロ             | 6-4, 4-6, 6-4           |
| 優勝   | 10. | 2012年4月29日  | ブカレスト         | クレー        | ファビオ・フォニーニ             | 6-4, 6-3                |
| 準優勝 | 3.  | 2012年9月30日  | バンコク           | ハード (室内) | リシャール・ガスケ               | 2-6, 1-6                |
| 準優勝 | 4.  | 2013年6月22日  | イーストボーン     | 芝            | フェリシアーノ・ロペス           | 6-7(2-7), 7-6(7-5), 0-6 |
| 優勝   | 11. | 2013年9月22日  | メス               | ハード (室内) | ジョー＝ウィルフリード・ツォンガ | 6-4, 6-3                |
| 準優勝 | 5.  | 2014年10月12日 | 上海               | ハード        | ロジャー・フェデラー             | 6-7(6-8), 6-7(2-7)      |
| 優勝   | 12. | 2015年2月22日  | マルセイユ         | ハード (室内) | ガエル・モンフィス               | 6-4, 1-6, 7-6(7-4)      |
| 準優勝 | 6.  | 2015年9月27日  | メス               | ハード (室内) | ジョー＝ウィルフリード・ツォンガ | 6-7(5-7), 6-1, 2-6      |
| 優勝   | 13. | 2018年1月6日   | プネー             | ハード        | ケビン・アンダーソン             | 7-6(7-4), 6-2           |
| 準優勝 | 7.  | 2018年5月26日  | リヨン             | クレー        | ドミニク・ティーム               | 6-3, 6-7(1-7), 1-6      |
| 優勝   | 14. | 2018年9月23日  | メス               | ハード (室内) | マティアス・バッキンガー         | 7-6(7-2), 6-1           |
| 準優勝 | 8.  | 2019年6月23日  | ロンドン           | 芝            | フェリシアーノ・ロペス           | 2-6, 7-6(7-4), 6-7(2-7) |

### ダブルス: 1回（0勝1敗）
| 結果   | No. | 決勝日       | 大会   | サーフェス | パートナー                   | 対戦相手                              | スコア             |
| ------ | --- | ------------ | ------ | ---------- | ---------------------------- | ------------------------------------- | ------------------ |
| 準優勝 | 1.  | 2018年1月7日 | プネー | ハード     | ピエール＝ユーグ・エルベール | ロビン・ハーセ マトウィ・ミドルクープ | 6-7(5-7), 6-7(5-7) |

## 成績

### 4大大会シングルス
略語の説明
| W | F | SF | QF | #R | RR | Q# | LQ | A | Z# | PO | G | S | B | NMS | P | NH |

W=優勝, F=準優勝, SF=ベスト4, QF=ベスト8, #R=#回戦敗退, RR=ラウンドロビン敗退, Q#=予選#回戦敗退, LQ=予選敗退, A=大会不参加, Z#=デビスカップ/BJKカップ地域ゾーン, PO=デビスカップ/BJKカッププレーオフ, G=オリンピック金メダル, S=オリンピック銀メダル, B=オリンピック銅メダル, NMS=マスターズシリーズから降格, P=開催延期, NH=開催なし.
| 大会           | 2004 | 2005 | 2006 | 2007 | 2008 | 2009 | 2010 | 2011 | 2012 | 2013 | 2014 | 2015 | 2016 | 2017 | 2018 | 2019 | 2020 | 2021 | 2022 | 通算成績 |
| -------------- | ---- | ---- | ---- | ---- | ---- | ---- | ---- | ---- | ---- | ---- | ---- | ---- | ---- | ---- | ---- | ---- | ---- | ---- | ---- | -------- |
| 全豪オープン   | A    | LQ   | 3R   | 1R   | 3R   | QF   | A    | 2R   | 2R   | 4R   | 3R   | 3R   | 4R   | 3R   | 2R   | 2R   | 2R   | 1R   | LQ   | 25–15    |
| 全仏オープン   | LQ   | 1R   | 1R   | 2R   | 1R   | 3R   | A    | 4R   | 3R   | 4R   | 3R   | 4R   | 3R   | 1R   | 3R   | 2R   | 1R   | 1R   | 3R   | 23–17    |
| ウィンブルドン | A    | LQ   | 1R   | 2R   | 3R   | 4R   | 3R   | 3R   | 2R   | 1R   | 3R   | QF   | 2R   | 2R   | 4R   | 2R   | NH   | 1R   | LQ   | 22–15    |
| 全米オープン   | LQ   | LQ   | 2R   | 2R   | 3R   | 3R   | 3R   | 4R   | 3R   | A    | 4R   | 1R   | 2R   | 1R   | 2R   | 2R   | 2R   | A    | LQ   | 20–14    |

※: 2010年ウィンブルドン2回戦の不戦勝は通算成績に含まない

### 大会最高成績
| 大会                 | 成績 | 年                     |
| -------------------- | ---- | ---------------------- |
| ATPファイナルズ      | SF   | 2008                   |
| インディアンウェルズ | QF   | 2012                   |
| マイアミ             | QF   | 2011, 2013, 2016       |
| モンテカルロ         | SF   | 2012                   |
| マドリード           | F    | 2008                   |
| ローマ               | 3R   | 2007, 2009, 2012, 2013 |
| カナダ               | SF   | 2009, 2011             |
| シンシナティ         | QF   | 2009, 2011             |
| 上海                 | F    | 2014                   |
| パリ                 | SF   | 2012                   |
| ハンブルク           | 3R   | 2008                   |
| オリンピック         | 3R   | 2008, 2012, 2016       |
| デビスカップ         | W    | 2017                   |
| ATPカップ            | RR   | 2020                   |